# Memorandum (opera teatrale)
Memorandum (Vyrozumění) è un'opera teatrale del 1965, del drammaturgo ceco Václav Havel. Il titolo è quello con la quale l'opera è più conosciuta in occidente, ma lo stesso Havel ne ha contestato la correttezza, consigliando il titolo The Memo in inglese, Le rapport in francese e La notifica in italiano, più attinenti al tipo di documento fonte della storia.
L'opera è una commedia nera che parodia la burocrazia e il conformismo.

## Storia
Havel la scrisse prima della Primavera di Praga del 1968 come satira ironica contro il regime comunista. Nonostante i suoi temi politici, lo spettacolo è stato approvato dalla censura del tempo e pubblicato. Memorandum è incentrato sull'introduzione di un nuovo linguaggio, lo Ptidepe, che ha lo scopo di rendere il lavoro più efficiente, nonostante abbia l'effetto opposto. Sam Walters considera Memorandum il capolavoro di Havel.

## Trama
Josef Gross, direttore di un ufficio senza nome, riceve un memorandum scritto in Ptidepe, una lingua artificiale, che riguarda un audit. Gross scopre che lo Ptidepe è stato creato per eliminare le connotazioni emotive e le somiglianze tra parole non correlate (come volpe e colpe). Gross cerca di convincere qualcuno a tradurre il memorandum per lui e gradualmente si oppone all'uso dello Ptidepe. Alla fine trova una riluttante segretaria di nome Maria che gli spiega che, sebbene possa tradurre il memorandum, non ha ancora il permesso per farlo.
Il giorno successivo, il vice di Gross, Jan Ballas, assume il suo posto. Gross viene declassato a osservatore del personale, una spia dei lavoratori dell'ufficio. Nel frattempo, Maria viene licenziata per aver tradotto il memorandum di Gross e gli studenti di Ptidepe nell'organizzazione rinunciano alla lingua. Dopo un po', Ballas restituisce il posto di direttore a Gross. Ptidepe viene sostituita con un'altra lingua, Chorukor, una con somiglianze estreme tra le parole, in modo da facilitarne l'apprendimento, ma alla fine si decide di tornare alla lingua madre. Lo spettacolo si conclude con la maggior parte dei personaggi che vanno a pranzo.

### Ptidepe
Secondo i personaggi dell'opera, lo Ptidepe è stato costruito seguendo linee rigorosamente scientifiche, senza il disordine e l'ambiguità dei linguaggi naturali. Per poter esprimere con precisione tutte le sfumature sottili e facilmente fraintendibili del linguaggio naturale, Ptidepe dispone di un vocabolario ampio e non espandibile. Un altro problema del linguaggio naturale che Ptidepe intendeva eliminare è la frequente somiglianza di parole non correlate, o omonimi . Per evitare del tutto le possibilità di confusione che sorgono con omonimi e parole simili non correlate, Ptidepe è stato creato secondo il postulato che tutte le parole devono essere formate dalle combinazioni di lettere meno probabili. In particolare, si avvale della cosiddetta regola del "sessanta per cento di dissomiglianza"; che afferma che qualsiasi parola Ptidepe deve differire di almeno il sessanta per cento delle sue lettere da qualsiasi altra parola composta dallo stesso numero di lettere. Ciò ha portato alla necessità di creare alcune parole molto lunghe. L'inevitabile problema della pronunciabilità viene risolto scomponendo parole molto lunghe in gruppi più piccoli di lettere chiamate "sottoparole", che tuttavia non hanno alcun significato al di fuori della parola a cui appartengono e non sono intercambiabili.
La lunghezza delle parole, come tutto il resto in Ptidepe, è determinata scientificamente. Il vocabolario di Ptidepe utilizza la codifica entropica : parole più brevi hanno significati più comuni. Pertanto, la parola più breve in Ptidepe, ''gh'' , corrisponde a quello che finora è noto essere il termine più generale nel linguaggio naturale, qualunque sia . (La parola più lunga in Ptidepe, che contiene 319 lettere, è relativa ad un animale inesistente del genere Apus, rorýs říční). Teoricamente una parola ancora più corta di gh esiste in Ptidepe, cioè ''f'' , ma non ha alcun significato assegnato ed è tenuto di riserva nel caso in cui venga scoperto un termine più generale di ''qualunque cosa''.
Il fratello minore di Havel, l'informatico Ivan M. Havel, ha aiutato nella sua creazione.
In ceco, la parola Ptydepe è stata usata per indicare un gergo burocratico incomprensibile, o una neolingua che intende nascondere il suo vero significato.

#### Esempio
Dal memorandum scoperto nell'ufficio nella scena 1:
Ra ko hutu d dekotu ely trebomu emusohe, vdegar yd, stro reny er gryk kendy, alyv zvyde dezu, kvyndal fer teknu sely. Degto yl tre entvester kyleg gh: orka epyl y bodur depty-depe emete. Grojto af xedob yd, kyzem ner osonfterte ylem kho dent de det detrym gynfer bro enomuz fechtal agni laj kys defyj rokuroch bazuk suhelen...

### Chorukor
Chorukor funge da sostituto provvisorio dello Ptidepe alla fine di Memorandum .

#### Esempio
Dalla scena 11:
PERINA: Certo. In Chorukor, il lunedì è ilopagar, martedì è ilopager, mercoledì è ilopagur, giovedì è ilopagir, venerdì è ilopageur, sabato è ilopagoor. Come pensate si dica domenica in Chorukor?
(Solo Kalous si muove) Quindi Kalous!
KALOUS: (alzandosi) Ilopagor. (si siede)
PERINA: Esatto, Kalous! Buon punto! Non è facile? 

### Rappresentazioni italiane
Oltre a molte rappresentazioni teatrali, vi è stata una prosa italiana trasmessa dal Secondo programma il 15 febbraio del 1969, per la regia di Enrico Colosimo e con interpreti Giulio Girola, Ennio Balbo, Marina Como, Marisa Fabbri, Vinicio Sofia, Enrico Luzi, Angelo Corti, Michele Ricciardini, Maria Grazia Antonini, Quinto Parmeggiani, Vincenzo De Toma e Ciro D'Angelo.